# Wielonarodowa Dywizja Centrum MNDC
Wielonarodowa Dywizja Centrum MNDC (ang. Multinational Division Central MNDC)  – związek taktyczny Paktu Północnoatlantyckiego.

## Charakterystyka
Po zakończeniu zimnej wojny struktury wojskowe NATO poddane zostały głębokiej reorganizacji. W 1991zostały utworzone między innymi Siły Reagowania NATO.

Zasadniczy trzonem uderzeniowym sił szybkiego reagowania były wojska Korpusu Szybkiego Reagowania ARRC. W skład korpusu wchodziła między innymi Wielonarodowa Dywizja Powietrznomanewrowa „Centrum”.
Idea utworzenia Wielonarodowa Dywizja Centrum pojawiła się jeszcze w latach „zimnej wojny”, a jej głównym zadaniem miało być wzmocnienie sił Północnej Grupy Armii na Centralnym Teatrze Działań Wojennych. Praktycznie została sformowana dopiero w roku 1992 w Rheindahlen, a zdolność operacyjną do działań uzyskała w 1994. Dywizja liczyła około 20 tys. żołnierzy i była najważniejszą międzynarodową formacją Sił Szybkiego Reagowania w Europie. Sztab dywizji składał się z 50 oficerów oraz 54 podoficerów i żołnierzy. Pierwszym dowódcą dywizji był holenderski dwugwiazdkowy generał Pieter Huysman.

## Struktura organizacyjna
1994
| Logo | Nazwa                          | Państwo         | Garnizon      |
| ---- | ------------------------------ | --------------- | ------------- |
|      | Dowództwo Dywizji Centrum      | NATO            | Rheindahlen   |
|      | Para-Commando Brygada          | Belgia          | Eversberg     |
|      | 31 Brygada Powietrznodesantowa | Niemcy          | Oldenburg     |
|      | 24 Brygada Powietrznomanewrowa | Wielka Brytania | Colchester    |
|      | 11 Brygada Powietrznomanewrowa | Holandia        | Schaarsbergen |